# Johann Kaspar Fäsi (Historiker)
Johann Kaspar Fäsi (* 31. Dezember 1769 in Zürich, heimatberechtigt in Zürich; † 2. Juli 1849 ebenda) war ein Schweizer Pädagoge, Historiker, Geograph und Verleger.

## Leben
Fäsi wurde 1791 Professor für Geschichte, Geographie und Ethik an der Zürcher «Kunstschule», einer Mittelschule mit naturwissenschaftlicher Ausrichtung. Nach Ausrufung der Helvetischen Republik quittierte er 1798 den Schuldienst und stellte sich als Sekretär am Kantonsgericht in den Dienst der neuen Zeit. Bei der Umwandlung zum Zürcher Obergericht übernahm er das Amt des Oberschreibers, eine Tätigkeit, die er bis zu seinem Tod im Alter von 79 Jahren ausübte. Durch Kooptation war er von 1816 bis 1831 Mitglied des Grossen Rats.

## Familie
Fäsis Eltern waren der Pfarrer und Geograph Johann Konrad Fäsi (1727–1790) und Katharina geborene Hirzel. Er heiratete 1792 Anna Maria, Tochter des Stadtrichters Konrad Ott. Ihr Sohn Johann Kaspar Fäsi (1795–1848) diente als Generalleutnant in russischen Diensten.
Jakob Zellweger-Zuberbühler (1770–1821) war Fäsis Vetter, ein Briefwechsel ist in der Kantonsbibliothek Appenzell Ausserrhoden erhalten.

## Werk
Fäsi wirkte wie sein Vater im geographischen und historischen Bereich. Er verfasste als Lehrbuch das Handbuch der schweizerischen Erdbeschreibung zum Unterricht der Jugend, das in mehreren Auflagen erschien und einen Ergänzungsband über Schweizer Literatur erhielt. Seine Schriften erschienen zum Teil im Eigenverlag.
Fäsi gab von 1804 bis 1815 die Monatlichen Nachrichten Schweizerischer Neuheiten bei Ziegler & Ulrich heraus, die in der Schweizerischen Monathschronik weitergeführt wurden. Vorgänger war Der Beobachter herausgegeben und verlegt von Ziegler.
Schriften (Auswahl)
- Handbuch der schweizerischen Erdbeschreibung zum Unterricht der Jugend. Zürich 1795–1797.
- Schweizerische Litteratur; als Anhang zum ersten Band der Bibliothek der schweizerischen Staatskunde, Erdbeschreibung und Litteratur. Zürich 1797.
- Ein Wort der Beherzigung an meine Mitbürger, die Einwohner Zürichs, über die Gemeind-Güter. Zürich 1798.
- Kurze Lebenseinleitung des K. K. General-Feldmareschall-Lieutenants Conrad Hotze. Zwei Auflagen. Zürich 1799, 1800.

## Fussnoten
1. ↑  swissbib.ch: Briefwechsel zwischen Jacob Zellweger und seinem Vetter Johann Kaspar Fäsi. (1800–1821; abgerufen am 6. November 2020)
2. ↑  swissbib.ch: Monatliche Nachrichten Schweizerischer Neuheiten. (abgerufen am 6. November 2020)

| Personendaten    | Personendaten                               |
| ---------------- | ------------------------------------------- |
| NAME             | Fäsi, Johann Kaspar                         |
| ALTERNATIVNAMEN  | Fäsi, Johannes Capar                        |
| KURZBESCHREIBUNG | Schweizer Pädagoge, Historiker und Grossrat |
| GEBURTSDATUM     | 31. Dezember 1769                           |
| GEBURTSORT       | Zürich                                      |
| STERBEDATUM      | 2. Juli 1849                                |
| STERBEORT        | Zürich                                      |